# 八幡神社 (古河市八幡町)
八幡神社（はちまんじんじゃ）は、茨城県古河市本町（八幡町）にある古河公方ゆかりの神社。旧社格は村社である。

## 祭神
誉田別（ほんだわけ）命を主神とし、他には伊弉冊（いざなみ）命、火産霊（ほむすび）命が合祀されている。

## 歴史
社伝によれば、室町時代の文安3年（1446年）、初代古河公方・足利成氏が鎌倉の鶴岡八幡宮を勧請し、のちの古河城三の丸の地に創建し、神田15石を寄進した。ただし、この年代は成氏が古河に移座した享徳4年（1455年）と整合しない。 
『古河志』には、この社伝とともに、江戸町（現在の市内中央町）にあった小山観音寺の記録が引用されている。この記録では、大永元年（1521年）、第二代古河公方・足利政氏が城内に勧請したとされている。
江戸時代の寛永19年（1642年）、古河城主の土井利勝により、城の鬼門除けとして古河城下の現在地に移転された。
大正3年（1914年）、本殿の大規模な修理を行った。

## 境内
本殿は南向き流造銅板葺で1.5坪。境内社としては星の宮神社があり、祭神は天御中主（あめのみなかぬし）命、素戔鳴（すさのお）命 、金山彦（かなやまひこ）命、保食（うけもち）命である。
このうち、金山彦は市内の鍛冶屋に信仰されていた。かつて、古河には関東一の金物商と呼ばれた「八百藤」があり、関東各地はもとより東北地方、北海道にまで農具を出荷していたため、多くの鍛冶屋が集まっていた。

## 文化財
- 八幡神社の大銀杏：寛永19年（1642年）、八幡神社が現在地に移転したときに植えられたと伝えられる銀杏（イチョウ）である。かつては、樹高30.736 m、目通り周囲6.4 mの巨木であったが、 平成12年（2000年）に上部が切断され、現在の樹高は14.20 mとなった。古河市指定文化財（天然記念物）[6]。
- 足利高基書状：第3代古河公方・足利高基が当社を信仰し、神官に対する保護を約束したもの。神主家の伝来文書。古河市指定文化財（古文書）。[7]
- 足利政氏書状：第2代古河公方・足利政氏が当社を信仰し、神官に対する保護を約束したもの。神主家の伝来文書。古河市指定文化財（古文書）。[8]
- 足利義氏書状：第5代古河公方・ 足利義氏が当社を信仰し、神官に対する保護を約束したもの。神主家の伝来文書。古河市指定文化財（古文書）。[9]

## 交通
- 鉄道
  - 東日本旅客鉄道（JR東日本）宇都宮線古河駅西口から徒歩9分（約0.7 km）
  - 東武日光線新古河駅東口から徒歩28分（約2.2 km）